# مارغريت ماركوف
مارغريت ماركوف (بالإنجليزية: Margaret Markov)‏ هي ممثلة أمريكية، ولدت في 1951.

## وصلات خارجية
- مارغريت ماركوف على موقع IMDb (الإنجليزية)
- مارغريت ماركوف على موقع قاعدة بيانات الفيلم (الإنجليزية)